# هاخلو
هاخلو (به ارمنی: Հախլլու) یک روستا در جمهوری آرتساخ است که در استان هادروت واقع شده‌است. هاخلو ۱۰۱ نفر جمعیت دارد.